# Melodifestivalen 1989

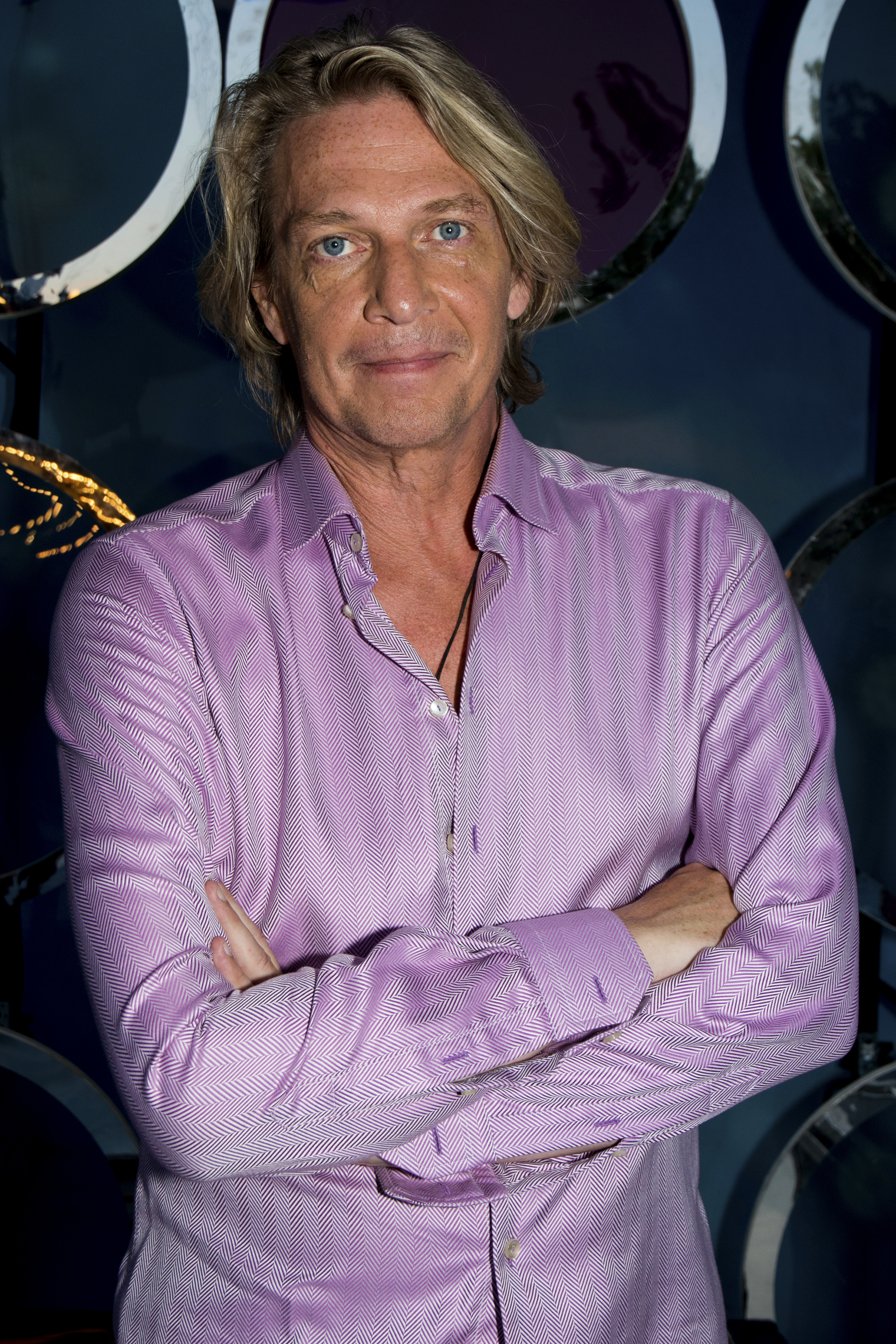
Tommy Nilsson en 1989

La edición de Melodifestivalen 1989 tuvo lugar el 11 de marzo en el Globen de Estocolmo. Los presentadores fueron Yvonne Ryding-Bergquist y John Chrispinsson, con el acompañamiento de Anders Berglund como director de orquesta. 
Los favoritos antes de la noche de la gran final era Tommy Nilsson y el dúo Orup-Glenmark. 
| Nr. | Artista                          | Canción               | Texto/Música                                     | Puntos | Posición |
| --- | -------------------------------- | --------------------- | ------------------------------------------------ | ------ | -------- |
| 1   | Lili & Sussie                    | Okey okey             | Tim Norell y Ola Håkansson                       | 67     | 5        |
| 2   | Catrin Olsson                    | När stormen går       | Andreas Nilsson y Staffan Odenhall               | 21     | 9        |
| 3   | True Blue                        | Jorden är din         | Tomas Ledin y Lars Andersson                     | 19     | 10       |
| 4   | Visitors y Sofia Källgren        | Världen är vår        | Göran Danielsson y Svante Persson                | 50     | 7        |
| 5   | Eriksson-Glenmark                | Upp över mina öron    | Thomas Orup Eriksson y Anders Glenmark           | 108    | 2        |
| 6   | Tommy Nilsson                    | En dag                | Tim Norell, Ola Håkansson y Alexander Bard       | 113    | 1        |
| 7   | Lisa Nilsson                     | Du (öppnar min värld) | Ingela Forsman, Bobby Ljunggren y Håkan Almqvist | 74     | 4        |
| 8   | Fingerprints                     | Mitt ibland änglar    | Thomas Orup Eriksson y Anders Glenmark           | 80     | 3        |
| 9   | Haakon Pedersen y Elisabeth Berg | Nattens drottning     | Ingela Forsman y Lasse Holm                      | 67     | 5        |
| 10  | Cajsa Bergström                  | Genom eld             | Ulf Söderberg                                    | 39     | 8        |

## Sistema de votación
| Artista           | Luleå | Umeå | Sunds. | Falun | Örebro | Karls. | Gotem. | Malmö | Växjö | Norrk. | Estoc. | Total | Posición |
| ----------------- | ----- | ---- | ------ | ----- | ------ | ------ | ------ | ----- | ----- | ------ | ------ | ----- | -------- |
| Lili & Sussie     | 5     | 6    | 6      | 7     | 8      | 5      | 8      | 5     | 6     | 5      | 6      | 67    | 5        |
| Catrin Olsson     | 2     | 2    | 2      | 2     | 3      | 2      | 1      | 1     | 2     | 2      | 2      | 21    | 9        |
| True Blue         | 1     | 1    | 4      | 1     | 1      | 1      | 2      | 3     | 1     | 1      | 3      | 19    | 10       |
| Visitors          | 7     | 4    | 5      | 3     | 6      | 4      | 5      | 4     | 4     | 3      | 5      | 50    | 7        |
| Eriksson-Glenmark | 10    | 10   | 8      | 10    | 10     | 12     | 12     | 10    | 12    | 6      | 8      | 108   | 2        |
| Tommy Nilsson     | 12    | 8    | 12     | 12    | 7      | 10     | 10     | 12    | 8     | 12     | 10     | 113   | 1        |
| Lisa Nilsson      | 8     | 7    | 7      | 4     | 4      | 6      | 3      | 8     | 7     | 8      | 12     | 74    | 4        |
| Fingerprints      | 4     | 5    | 10     | 6     | 12     | 8      | 7      | 7     | 10    | 4      | 7      | 80    | 3        |
| Pedersen-Berg     | 6     | 12   | 3      | 8     | 5      | 7      | 6      | 6     | 3     | 10     | 1      | 67    | 5        |
| C. Bergström      | 3     | 3    | 1      | 5     | 2      | 3      | 4      | 2     | 5     | 7      | 4      | 39    | 8        |